# Расно (Пријепоље)
Расно је насеље у Србији у општини Пријепоље у Златиборском округу. Према попису из 2022. било је 359 становника.

## Демографија
У насељу Расно живи 322 пунолетна становника, а просечна старост становништва износи 38,1 година (36,3 код мушкараца и 39,9 код жена). У насељу има 123 домаћинства, а просечан број чланова по домаћинству је 3,33.
Ово насеље је углавном насељено Србима (према попису из 2002. године), а у последња три пописа, примећен је пад у броју становника.
|  |

| Демографија | Демографија | Демографија |
| Година      | Становника  | Становника  |
| ----------- | ----------- | ----------- |
| 1948.       | 269         |             |
| 1953.       | 335         |             |
| 1961.       | 393         |             |
| 1971.       | 421         |             |
| 1981.       | 447         |             |
| 1991.       | 442         | 441         |
| 2002.       | 410         | 423         |

| Етнички састав према попису из 2002.‍ | Етнички састав према попису из 2002.‍ | Етнички састав према попису из 2002.‍ | Етнички састав према попису из 2002.‍ | Етнички састав према попису из 2002.‍ |
| ------------------------------------ | ------------------------------------ | ------------------------------------ | ------------------------------------ | ------------------------------------ |
|                                      |                                      |                                      |                                      |                                      |
| Срби                                 | Срби                                 |                                      | 294                                  | 71,70%                               |
| Муслимани                            | Муслимани                            |                                      | 96                                   | 23,41%                               |
| Бошњаци                              | Бошњаци                              |                                      | 19                                   | 4,63%                                |
| Југословени                          | Југословени                          |                                      | 1                                    | 0,24%                                |
| непознато                            | непознато                            |                                      | 0                                    | 0,0%                                 |

| Година пописа     | 1948. | 1953. | 1961. | 1971. | 1981. | 1991. | 2002. |
| ----------------- | ----- | ----- | ----- | ----- | ----- | ----- | ----- |
| Број домаћинстава | 48    | 52    | 70    | 83    | 108   | 117   | 123   |

| Број чланова      | 1  | 2  | 3  | 4  | 5  | 6 | 7 | 8 | 9 | 10 и више | Просек |
| ----------------- | -- | -- | -- | -- | -- | - | - | - | - | --------- | ------ |
| Број домаћинстава | 21 | 22 | 25 | 24 | 19 | 9 | 1 | 1 | 0 | 1         | 3,33   |

| Пол    | Укупно | Неожењен/Неудата | Ожењен/Удата | Удовац/Удовица | Разведен/Разведена | Непознато |
| ------ | ------ | ---------------- | ------------ | -------------- | ------------------ | --------- |
| Мушки  | 164    | 49               | 107          | 6              | 2                  | 0         |
| Женски | 171    | 33               | 109          | 27             | 2                  | 0         |
| УКУПНО | 335    | 82               | 216          | 33             | 4                  | 0         |

| Пол    | Укупно                    | Пољопривреда, лов и шумарство | Рибарство                            | Вађење руде и камена | Прерађивачка индустрија       |
| ------ | ------------------------- | ----------------------------- | ------------------------------------ | -------------------- | ----------------------------- |
| Мушки  | 80                        | 16                            | 0                                    | 0                    | 20                            |
| Женски | 60                        | 28                            | 0                                    | 0                    | 17                            |
| УКУПНО | 140                       | 44                            | 0                                    | 0                    | 37                            |
| Пол    | Производња и снабдевање   | Грађевинарство                | Трговина                             | Хотели и ресторани   | Саобраћај, складиштење и везе |
| Мушки  | 4                         | 9                             | 6                                    | 2                    | 15                            |
| Женски | 2                         | 0                             | 4                                    | 1                    | 0                             |
| УКУПНО | 6                         | 9                             | 10                                   | 3                    | 15                            |
| Пол    | Финансијско посредовање   | Некретнине                    | Државна управа и одбрана             | Образовање           | Здравствени и социјални рад   |
| Мушки  | 0                         | 0                             | 5                                    | 2                    | 1                             |
| Женски | 0                         | 0                             | 0                                    | 2                    | 5                             |
| УКУПНО | 0                         | 0                             | 5                                    | 4                    | 6                             |
| Пол    | Остале услужне активности | Приватна домаћинства          | Екстериторијалне организације и тела | Непознато            | Непознато                     |
| Мушки  | 0                         | 0                             | 0                                    | 0                    | 0                             |
| Женски | 1                         | 0                             | 0                                    | 0                    | 0                             |
| УКУПНО | 1                         | 0                             | 0                                    | 0                    | 0                             |